# 鲍勃·明克勒
鲍勃·明克勒（英語：Bob Minkler，1937年8月31日—2015年10月11日）是一位美国音讯工程师。他曾于1978年获得奥斯卡最佳音响效果奖，并在1983年，与侄子迈克尔·明克勒和弟弟李·明克勒因电子世界争霸战，一起分享了奥斯卡最佳音响效果奖提名的荣誉。这是奥斯卡历史上唯一一次，一个家庭的三名成员一起在同一部电影中被提名。他曾在1957年至1992年间参与过50多部电影的制作。2015年10月11日，明克勒在俄勒冈州的家中死于呼吸衰竭。

## 精选影视作品
获奖：
- 星球大战IV：新希望 (1977)[4]

提名：
- 电子世界争霸战 (1982)[1]